# 日本共産党（マルクス・レーニン主義）
日本共産党（マルクス・レーニン主義）全国委員会（にほんきょうさんとう マルクス レーニンしゅぎ ぜんこくいいんかい）は、1974年から1999年まで存在した日本の新左翼党派（親中国共産党系）。
指導者は、安斎庫治。
機関紙誌は、『プロレタリア』など。
1972年8月に結成された「前衛党建設をめざすマルクス・レーニン主義者全国協」が破綻した後、そのうちの安斎庫治らと「日本共産党（マルクス・レーニン主義）山口県委員会」を名乗るグループが1974年7月に統合して結成。
1999年6月、共産主義者同盟〔赫旗派〕と統合して労働者共産党を結成。

## 関連組織・団体
- 労農通信社
- 日本青年共産主義同盟